# Le Grand (Iowa)
Le Grand es una ciudad ubicada en el condado de Marshall en el estado estadounidense de Iowa. En el Censo de 2010 tenía una población de 938 habitantes y una densidad poblacional de 345,25 personas por km².

## Geografía
Le Grand se encuentra ubicada en las coordenadas 42°0′23″N 92°46′30″O / 42.00639, -92.77500. Según la Oficina del Censo de los Estados Unidos, Le Grand tiene una superficie total de 2.72 km², de la cual 2.7 km² corresponden a tierra firme y (0.67%) 0.02 km² es agua.

## Demografía
Según el censo de 2010, había 938 personas residiendo en Le Grand. La densidad de población era de 345,25 hab./km². De los 938 habitantes, Le Grand estaba compuesto por el 97.12% blancos, el 0.11% eran afroamericanos, el 0.43% eran amerindios, el 0.11% eran asiáticos, el 0.11% eran isleños del Pacífico, el 1.6% eran de otras razas y el 0.53% pertenecían a dos o más razas. Del total de la población el 3.52% eran hispanos o latinos de cualquier raza.